# Condecoracions de l'Alemanya nazi

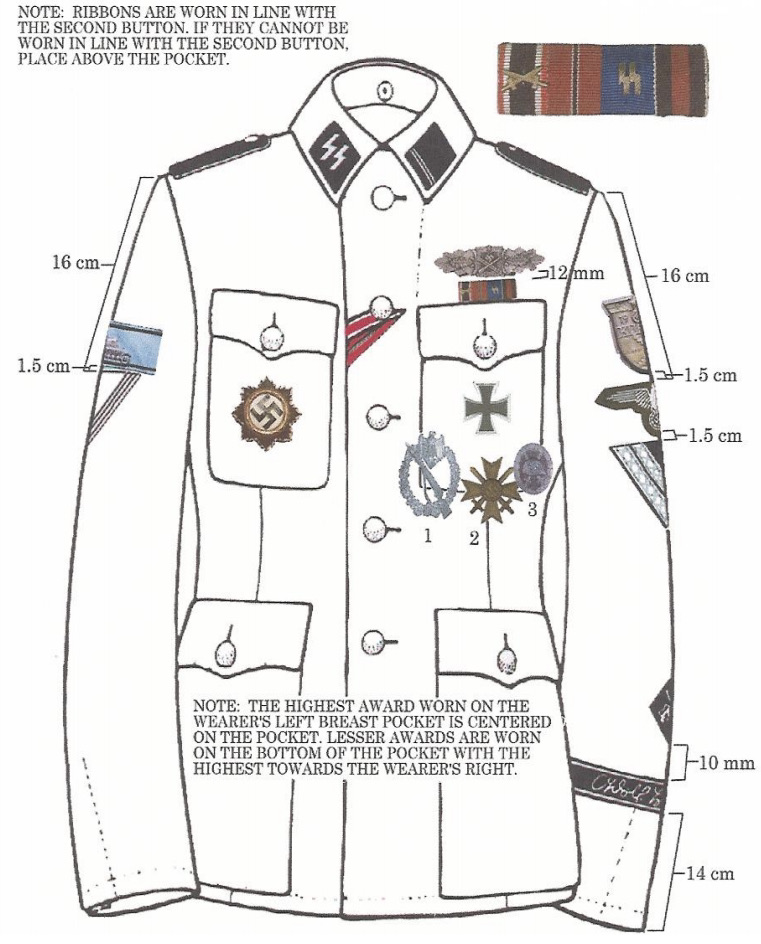
Model de com lluir les condecoracions sobre l'uniforme

## Condecoracions Militars
Gran Creu de la Creu de Ferro
 Creu de Cavaller de la Creu de Ferro
 Creu de Cavaller de la Creu al Mèrit de Guerra
 Creu Alemanya
 Creu de Ferro
 Creu al Mèrit de Guerra
 Insígnia de Ferit
 Medalla dels Pobles Orientals
 Creu d'Honor 1914-1918
 Creu Espanyola
 Medalles del Llarg Servei
 Medalla del 13 de març de 1938 (Annexió d'Àustria)
 Medalla de l'1 d'octubre de 1938 (Annexió de Txecoslovàquia)
 Medalla del Retorn del Districte del Memel (20-3-1939)
 Medalla del Mur Occidental
 Medalla de la Campanya d'Hivern a l'Est 1941/42
- Passadors d'Honor
- Certificat d'Elogi del Führer

### Insígnies de Combat[1]

#### Heer
|                                                             |                                                  |                                                         |                                               |                                           |                                                            | |                                                 |
| Insígnia de l'Assalt d'Infanteria Infanterie Sturmabzeichen | Insígnia de Combat de Tancs Panzerkampfabzeichen | Insígnia de l'Assalt General Allgemeines Sturmabzeichen | Insígnia dels Anti-Aeris Heeres-Flakabzeichen | Insígnia del Combat Tancat Nahkampfspange | Insígnia de la Lluita Anti-Partisana Banden-kampfabzeichen | Insígnia de Destrucció de Tancs Sonderabzeichen für das Niederkämpfen von Panzerkampfwagen durch Einzelkämpfer | Insígnia de la citació d'honor Ehrenblattspange |

#### Kriegsmarine
|                                                                  |                                                                            |                                                                                   |                                                                  |                                                            |                                                 |
| Insígnia de la Flota de Guerra d'Alta Mar Flottenkriegsabzeichen | Insígnia de Guerra dels Destructors Zerstörerkriegsabzeichen               | Insígnia dels Dragamines Kriegsabzeichen für Minensuch                            | Insígnia dels Vaixells de Bloqueig Abzeichen für Blockadebrecher | Insígnia de les Llanxes Ràpides Schnellbootkriegsabzeichen |                                                 |
|                                                                  |                                                                            |                                                                                   |                                                                  |                                                            |                                                 |
| Insígnia de Guerra dels Submarins U-Boot-Kriegsabzeichen         | Insígnia dels Creuers Auxiliars de Guerra Kriegsabzeichen für Hilfskreuzer | Insígnia de l'Artilleria Naval Costanera Kriegsabzeichen für die Marineartillerie | Passador de Combat de Submarins U-Boot-Frontspange               | Passador Frontal Naval Marine-Frontspange                  | Insígnia de la citació d'honor Ehrenblattspange |

#### Luftwaffe
|                                                             | |                                                                                |                                                                                          |                                                                             |                                                                                                   |
| Insígnia de Tripulant Aeri Fliegerschaftsabzeichen          | Insígnia del Pilot Flugzeugführerabzeichen                                                                | Insígnia d'Observador Beobachterbzeichen                                       | Insígnia Combinada de Pilot-Observador Gemeinsames Flugzeugführer und Beobachterbzeichen | Insígnia d'operador de ràdio Bordfunkerabzeichen                            | Insígnia de pilot de planador Segelflugzeugführerabzeichen                                        |
|                                                             | |                                                                                |                                                                                          |                                                                             |                                                                                                   |
| Passador de Vol Operatiu Frontlugspange                     | Insígnia de Paracaigudista Fallschirmschützenabzeichen der Luftwaffe                                      | Insígnia de Combat de Tancs de la Luftwaffe Panzerkampfabzeichen der Luftwaffe | Insígnia de combat naval Seekampfabzeichen der Luftwaffe                                 | Insígnia dels Anti-Aeris Flak-Kampfabzeichen der Luftwaffe                  | Insígnia d'aviador retirat Flieger-Erinnerungsabzeichen                                           |
|                                                             | |                                                                                |                                                                                          |                                                                             |                                                                                                   |
| Insígnia del combat a terra Erdkampfabzeichen der Luftwaffe | Insígnia d'ametrallador i d'enginyer de bord Fliegerschützenabzeichen für Bordschützen und Bordmechaniker | Insígnia de la citació d'honor Ehrenblattspange                                | Insígnia del Combat Tancat de la Luftwaffe Nahkampfspange der Luftwaffe                  | Copa d'Honor de la Luftwaffe Ehrenpokal für besondere Leistung im Luftkrieg | Safata d'Honor pels Assoliments Distingits en Batalla Ehrenschale für Hervorragende Kampfleistung |

### Insígnies de Campanya
|                            |                            |                                  |                            |                                 |                              |                                  |
| Escut de Cholm Cholmschild | Escut de Crimea Krimschild | Escut de Demiansk Demjanskschild | Escut de Kuban Kubanschild | Escut de Laplnad Lapplandschild | Escut de Narvik Narvikschild | Escut de Varsòvia Warschauschild |

|                                           |                                            |                                                  |                                          |
| Cinta de màniga d'Àfrica Ärmelbänd Afrika | Cinta de màniga de Creta Ärmelbänder Kreta | Cinta de màniga de Curlàndia Ärmelbänder Kurland | Cinta de màniga de Metz Ärmelbänder Metz |

## Condecoracions Polítiques
Orde Alemany
 Insígnia d'Or del NSDAP
Insígnia de Coburg
 Orde de Sang
Insígnia d'Or de les Joventuts Hitlerianes
 Medalles del Llarg Servei

## Condecoracions Civils[4]
- Guardó Nacional Alemany de les Arts i Ciències
- Premi Dr. Fritz Todt

 Orde de l'Àliga Alemanya
- Escut de l'Àliga Alemanya
- Medalla de Goethe per Art i Ciència
- Medalla per salvar vides

 Medalla dels Jocs Olímpics
- Medalla pel rescat de les mines
- Medalla de la Brigada de Bombers

 Medalla de la Creu Roja Alemanya
- Medalla de la Defensa dels Atacs Aeris
- Creu d'Honor de les Mares Alemanyes
- Insígnia Esportiva Nacional Alemanya